# Bruises (canção)
"Bruises" é uma canção da banda americana de rock Train do seu sexto álbum, California 37. Foi lançado como single em 9 de novembro de 2012.
A canção foi gravada originalmente com a participação da cantora country Ashley Monroe, que foi lançada no álbum. Na versão canadense do single, o Train regravou a música com a cantora franco-canadense Marilou. Uma versão gravada em francês também foi lançada.
Um clipe para o single, gravado com Ashley Monroe, foi lançado e dirigido por Alan Ferguson.

## Faixas
- Single americano

1. "Bruises" (featuring Ashley Monroe) – 3:52

- Single canadense[2]

1. "Bruises" (featuring Marilou) – 3:50
2. "Bruises" (featuring Marilou) (versão francesa) – 3:50

## Paradas musicais
| Paradas (2012)                                | Melhor posição |
| --------------------------------------------- | -------------- |
| Canadá (Canadian Hot 100)                     | 59             |
| Países Baixos (Dutch Top 40)                  | 30             |
| Reino Unido (Official Charts Company)         | 169            |
| Estados Unidos (Billboard Hot 100)            | 79             |
| Estados Unidos (Billboard Country Airplay)    | 44             |
| Estados Unidos (Billboard Hot Country Songs)  | 23             |
| Estados Unidos (Billboard Adult Top 40)       | 11             |
| Estados Unidos (Billboard Adult Contemporary) | 16             |

## Lançamento
| País           | Data                  | Formato          | Gravadora                    |
| -------------- | --------------------- | ---------------- | ---------------------------- |
| Estados Unidos | 9 de dezembro de 2012 |                  | Columbia Records, Sony Music |
| Canadá         | 4 de dezembro de 2012 | Download digital | Columbia Records, Sony Music |